# ベーデン＝パウエル山
ベーデン＝パウエル山（ベーデン＝パウエルさん、英語: Mount Baden-Powell）は、アメリカ合衆国カリフォルニア州のサン・ガブリエル山脈(en:San Gabriel Mountains)にある山。標高9399フィート(2865m)で、サン・ガブリエル山脈で四番目に高いピークである。
ボーイスカウト運動の創始者であるロバート・ベーデン＝パウエル卿にちなんで命名され、1931年にアメリカ地質調査所(USGS)によって公式に命名登録がなされた。最初にこう呼ばれたのは、1923年にC・F・ソーンダース(C. F. Saunders)によって名づけられたイースト・ツイン(East Twin)またはノース・バルディ(North Baldy)であった。
最高点は、ハイキング愛好家の間で長く親しまれているリトル・ジム・トレイル・キャンプ(Little Jimmy Trail Camp)、もしくはヴィンセント・ギャップ・トレイル(Vincent Gap Trail)近くのイスリップ山（en:Mt. Islip）の稜線上にある。
ベーデン＝パウエル山はまた、全長53マイル(85km)の歴史的なボーイスカウトのハイキングコースであるシルバー・モカシン・トレイル（Silver Moccasin Trail）に含まれ、約1マイル(1.6km)離れたバーナム山(Mt. Burnham)、スループ・ピーク(Throop Peak)、ホーキンズ山(Mt. Hawkins)へと続いている。
ヴィンセント・ギャップ・ハイキングコースには、リンバーマツ(en:Limber pine）の2000年以上を経た古代の森と、ジェフリーマツ(en:Jeffrey pine)、ポンデローサマツ(en:ponderosa pine)、ロッジポールマツ(en:lodgepole pine)、ヒマラヤスギなどからなる植林された森が広がっている。
1957年、ボーイスカウトアメリカ連盟の南カリフォルニア評議会が、ベーデン＝パウエル卿に捧げられた額と公的な指標を設置した。